# Аварцы в Грузии
Аварцы в Грузии (груз. ხუნძები [ავარები] საქართველოში, авар. Гуржиса магIарулал) — жители Грузии аварского происхождения. В основном, проживают на востоке Грузии (Кварельский муниципалитет Кахетинского края). В этническую группу кварельских аварцев включают компактно проживающих в этом районе аварцев-анцухцев, бежтинцев и гунзибцев.
Согласно переписи населения 2014 года, в Грузии проживало 1060 аварцев, из которых 973 в Кварельском районе.

## Этноним
До XX века грузины всех дагестанских горцев называли леками или лезгинами. Этноним «кварельские аварцы» относится к представителям этнографической группы тляратинских аварцев общества Анцух, а также малых народов: бежтинцев (капучинцев) и гунзибцев.
Единого мнения о том, как стоит называть кварельских аварцев, в грузинском обществе нет. Кто-то традиционно называет их «леками». Некоторые грузинские эксперты считают, что более подходящим будет грузинский термин «хундзи», которым называли аварцев.

## Расселение
По данным 1930 года, в Хашалхутском сельском совете значилось 1938 дагестанцев, в располагавшихся в Ахалсопельском сельсовете селениях Тиви и Тебелджохи насчитывалось соответственно 438 и 256 человек.
В 1989 году в Кварельском районе проживало 4,2 тысячи аварцев.
Согласно переписи 2014 года, в Грузии проживало 1060 аварцев, из которых 973 в Кварельском районе.
Ныне осталось только три аварских села — Чантлискуре, Шорохи и Тиви.

## История
Начало массовых сезонных переселений дагестанских горцев на равнинные территории за главным хребтом Кавказа, и конкретно в Алазанскую долину, грузинские летописцы датировали XVI–XVII веками. Согласно дагестанским преданиям, это началось на несколько веков раньше.
В 1840-х годах в горах Дагестана случился голод, который вынудил большое число жителей отправиться в Чечню за пропитанием, тогда же многие из них переселились в Кахетию, согласовав это с российской властью. Под конец Кавказской войны российская администрация поощряла и осуществляла подобные миграции. Согласно местным жителям, в 1852 году были основаны три селения дагестанцев в округе Кварели — Тебельджахи (Тебельдшохи), Ареши и Тиви.
Анцухцы, гунзибцы и бежтинцы находились с Кахетией в тесных политических и хозяйственно-экономических связях. Подобные отношения и привели к появлению группы так называемых кварельских аварцев.
После установления советской власти дагестанские горцы продолжали перегонять скот в Грузинскую ССР. Фиксировались притеснения аварцев грузинской властью.
В 1940 году СНК СССР принял постановление, в свете выполнения которого должно было быть переселено из Дагестана в Грузию 950 хозяйств. В течение 1944 года, в связи с депортацией чеченцев и присоединением к ДАССР районов ЧИАССР, в присоединённые районы должно было быть переселено 700 хозяйств аварцев из Грузии. Многие возвращались на прежние места жительства из-за плохих условий в местах переселения. Таких ловили и переселяли обратно. Некоторые смогли укрыться в других районах и уже позже перебирались в Кварелию. После реабилитации чеченцев в 1957 году значительная часть переселенцев вернулась. В 1966 году правительство ДАССР занималось вопросом переселения аварцев, проживавших в Кварелии и «испытывавших недружелюбное отношение местных националистов».
Дагестанские и грузинские СМИ принципиально по-разному трактуют историю кварельских аварцев. Широко пропагандируется версия, по которой аварцы являются коренными жителями местности, но начиная с XII века началась их грузинизация. После же разорения в XVII веке района персидским шахом Аббасом, сюда начали стекаться грузины с запада Грузии, из-за чего аварцы стали меньшинством. Согласно же грузинской версии — аварцы в регионе — следствие «коварной целенаправленности царской политики переселения аварцев в Грузию».
В XX веке правительство и значительна часть населения Республики Грузия требовала, чтобы кварельские аварцы покинули территорию страны.
При президенте Звиаде Гамсахурдии была предпринята попытка изгнать аварцев из Грузии. Из-за давления село Тхилистскаро было полностью заброшено аварцами, в других сёлах остались в основном пожилые люди. Националистически настроенные силы устроили блокаду аварского села, не допускалась доставка товаров, в том числе продуктовых. В других случаях аварцам отказывали в обслуживании в магазинах. В нескольких случаях их дома были сожжены, но возможно, что это сделано самими сбежавшими владельцами в знак протеста. Некоторые соседи-грузины помогали во время блокады, поставляя продукты.
Эта кампания продолжалась около года. Политику в отношении аварцев изменил Эдуард Шеварднадзе. Власти Дагестана пытались переселить до 7000 аварцев из Грузии в Ногайскую степь, однако ногайцы резко возмущались дальнейшим продвижением горцев на их историческую родину, и проблема так и не была решена в полной мере.
Открытых стычек и конфликтов впоследствии не случалось, однако свидетельства о системном ущемлении аварского населения сохранились.
В ходе визита официальной делегации Грузии во главе с С. Кавсадзе в Дагестан в июне 1994 года был подписан протокол о создании для трёх аварских сел отдельной администрации, выделении земельных участков наравне с местным грузинским населением и назначении на ряд управленческих должностей представителей аварского меньшинства. Из намеченных мер ни одна не была осуществлена.
По данным Администрации Бежтинского участка, уже «на 1 декабря 1999 г. из 965 кварельских аварцев (бежтинцев) в Республике Дагестан были прописаны 940 человек, из них в Бежтинском участке – 878 чел., в Кизлярском районе – 42 чел., в Кизилюртовском районе – 15, в Бабаюртовском – 5 чел. Из 159 пенсионеров в Дагестане получали пенсии через своих доверенных лиц – 154 чел.».

В сентябре 2000 года в Кварельской зоне находились глава администрации Бежтинского участка Абдулмеджидов С. М. и представитель Миннаца Дагестана Гаджиев Р. Г. Из итогов их пребывания следует:
«из более чем 4 тыс. аварцев, проживавших в Кварельском районе Грузии, осталось около 2 тыс. чел. В местах компактного проживании кварельских аварцев нет сельских администраций, они административно относятся к грузинским сельским общинам, управители общин назначаются сверху. Неопределенность в гражданстве создает проблемы, связанные со службой молодежи в грузинской армии. Имеет место несправедливое распределение земли между грузинами и другими национальностями. В населенных пунктах района отсутствуют: нормальное снабжение электроэнергией (свет подается на 2–3 часа в сутки), природный газ, медицинское обслуживание, преподавание родного языка нацменьшинств и учебно-наглядная литература, нет пенсий и детских пособий и других необходимых условий для развития населения…»
В 2007 году кварельские аварцы после объявления программы правительства РФ «О возвращении соотечественников» планировали мигрировать в Тюменскую и Липецкую области.
В 2008 году из-за войны отношения между Россией и Грузией были прекращены, что оставило судьбу национального меньшинства неопределённой.
В 2017-2018 годах Кавказский институт мира, демократии и развития при поддержке фонда Open Society Georgia Foundation провёл ряд мероприятий в аварских сёлах, направленных на распространение гражданского образования и интеграцию этого общины в грузинское общество.

## Культура
Культура и быт кварельских аварцев сочетают общекавказские и характерные горско-дагестанские черты, испытавшие на себе влияние культуры грузин. Аварцы придерживаются ислама суннитского толка, религия составляет важную часть жизни общины.
Аварская община Грузии стойко сохраняет свою культуру и традицию, в том числе аварский язык, кухню, свадебные и похоронные обряды и религиозные обычаи. Как правило, аварцы вступают в брак только внутри своей общины. По мнению этнографа Юрия Карпова, практику женского обрезания в Грузию принесли переселившиеся туда авары. Эта практика все ещё жива среди аварской общины Грузии. Согласно расследованию «Института по освещению войны и мира (IWPR)», сотни девушек из этнической аварской общины подвергаются обрезанию.
Языком преподавания в школах является русский, однако дети из-за отсутствия разговорной практики практически его не понимают. Грузинский язык школьники знают лишь на уровне разговорной речи. Аварский литературный ощущается для них почти как иностранный, он преподаётся неквалифицированными учителями. Согласно школьной программе преподают и английский.